# Valeriana edulis
Valeriana edulis är en kaprifolväxtart som beskrevs av Thomas Nuttall, John Torrey och Samuel Frederick Gray. Valeriana edulis ingår i släktet vänderötter, och familjen kaprifolväxter.

## Underarter
Arten delas in i följande underarter:
- V. e. ciliata
- V. e. edulis
- V. e. procera